# Гедройц, Симон Николай
Симон Николай Гедройц (пол. Szymon Michał Giedroyć; 30 октября 1764, Вильки (по другим данным, Волковышки) — 7 августа 1844, деревня Альседжяй в окрестностях Плунгян) — польско-литовский католический епископ жемайтийский (самогитский). Подданный Российской империи.

## Биография
Из княжеского рода Гедройцев. В 1787 году рукоположен в священники. Доктор богословия (1787). При предыдущем епископе самогитском, своём родственнике Юзефе Арнульфе Гедройце, занимал должность викарного епископа этой епархии. С 1789 года состоял членом Литовского Трибунала.
Во время Польского восстания 1830 года находился в Санкт-Петербурге, где заслужил доверие царя Николая I своей лояльностью. С 1831 года, по желанию российского правительства, фактически руководил делами своей епархии, а после смерти в 1838 году Юзефа Арнульфа Гедройца, возглавил её фактически, несмотря на неодобрение Папы Римского.
Хотя Симон Николай Гедройц считался во всём лояльным царской власти, он всё-таки уберёг от высылки в Сибирь некоторых священников, обвинённых в поддержке польского восстания.
Был награждён российскими орденами Святого Владимира первой степени, Святой Анны первой степени, Святого Станислава первой степени (по другим данным, орден Святого Станислава был получен в 1791 году и являлся польским). На своём парадном портрете епископ изображён именно с польским орденом. 